# Lycodes ygreknotatus
Lycodes ygreknotatus és una espècie de peix de la família dels zoàrcids i de l'ordre dels perciformes.

## Hàbitat
És un peix marí, de clima temperat i demersal que viu entre 50-386 m de fondària.

## Distribució geogràfica
Es troba a la mar d'Okhotsk.

## Observacions
És inofensiu per als humans.